# エルザ・フォン・フライターク＝ローリングホーフェン
エルザ・バロネス・フォン・フライターク＝ローリングホーフェン（ドイツ語: Elsa Baroness von Freytag-Loringhoven, 1874年7月12日 - 1927年12月14日）は、ドイツ出身の視覚的な前衛芸術家。1913年から1923年までニューヨークのグリニッジ・ヴィレッジにおいて美術家や詩人として活動し、その急進的な自己演出は生けるダダを具現化するものとなった。当時は最も議論の多い急進的な女性芸術家の一人と見做されていた。
彼女の挑発的な詩は、2011年に『体は汗ばむ エルザ・フォン・フライターク＝ローリングホーフェンの無修正文書 (Body Sweats: The Uncensored Writings of Elsa von Freytag-Loringhoven)』として死後出版された。『ニューヨーク・タイムズ』紙は同書を、同年の注目すべき芸術書の一つとして称賛した。

## 生い立ち
エルゼ・ヒルデガルト・プレッツ（Else Hildegard Plötz）としてドイツのポメラニア州シュヴィーネミュンデ（Swinemünde）に生まれる:333。父アドルフ・プレッツ（Adolf Plötz）は石工で、母親はイーダ・マリー・クライスト（Ida Marie Kleist）といった。
父親との仲はぎくしゃくしたもので、エルゼは父親がいかに家庭内で支配的でいかに冷酷であったか、それでいていかに寛大であったかを強調している。芸術活動の中で彼女は、政治構造が国家の家父長的な社会秩序を固持しながら家庭環境においてどのように男性の権威を助長するかを説いている。父親の男権主義的な引き締めに対する彼女の不満が、反家父長主義的活動家としての彼女の生き方を育んだかもしれない。その反面、エルゼと母親との仲は称賛に満ちており、拾得物を転用するなどといった母親の知恵が、エルゼ自身の芸術活動における道ばたのがらくたすなわち拾得物の活用といった手法を生み出したのかもしれない。
エルゼはベルリンやミュンヘン、イタリアで女優やヴォードヴィリアンとして修練や活動を重ねつつ、様々な芸術家と逢瀬を重ねた。美術はミュンヘン近郊のダッハウで学んだ。 
エルゼ・プレッツは、ベルリンを拠点とする建築家のアウグスト・エンデルと1901年8月22日に同市で世俗式の結婚式を挙げ、エルゼ・エンデルとなった。エンデル夫妻は「開かれた関係」にあり、1902年になると彼女はエンデルの友人であり、無名の詩人で翻訳者だったフェリックス・パウル・グレーフェ（フレデリック・フィリップ・グローヴの本名）と恋仲となった。3人が連れ立ってシチリア島のパレルモに1903年1月末に旅行すると、エンデル夫妻の結婚は潰滅的になった。夫妻は1906年になって離婚している。エンデル夫妻の別れはどろどろしたものだったが、それでもエルゼは自作の諷刺詩数点をエンデルに献呈した。1906年に彼女とグレーフェとはベルリンに戻り、その地で1907年8月22日に結婚した。
1909年になるまでに、グレーフェは深刻な経済問題を抱えていた。妻の協力を得て狂言自殺を仕組み、1909年7月末には北米へと立ち去った。1910年7月にエルゼはグレーフェとアメリカ合衆国で落ち合って、シンシナティから遠くない距離のケンタッキー州スパータに小さな農園を開いた。グレーフェは突然1911年にエルゼを見棄ててノースダコタ州ファーゴ近郊のボナンザ農場へと西進し、1912年にマニトバ州に落ち着いた。グレーフェとの離婚を示す記録は存在しない。
エルゼはシンシナティで画家向けにモデルを始め、ウェストヴァージニア州経由で東進してフィラデルフィアに向かい、やがて3人目の夫となるレオポルト・フライターク=ローリングホーフェン男爵（フーゴ・フォン・フライターク＝ローリングホーフェンの息子）と、1913年11月にニューヨークで結婚した。その頃からエルゼは拾得物や廃品で彫刻を創るようになった。後に彼女は「ダダイストの男爵夫人（バロネス）エルザ・フォン・フライターク=ローリングホーフェン（the dadaist Baroness Elsa von Freytag-Loringhoven）」として知られるようになった。

## 作品
ニューヨークにおいてエルザ・フォン・フライターク=ローリングホーフェンは、タバコ工場で働いたり、ルイス・ブーシェやジョージ・ビドル、テリーサ・バーンスタインらの画家のためにモデルを務めたりして自活した。マン・レイやジョージ・グラントハム・ベインの写真作品にもその姿を見ることができる。 

### 詩

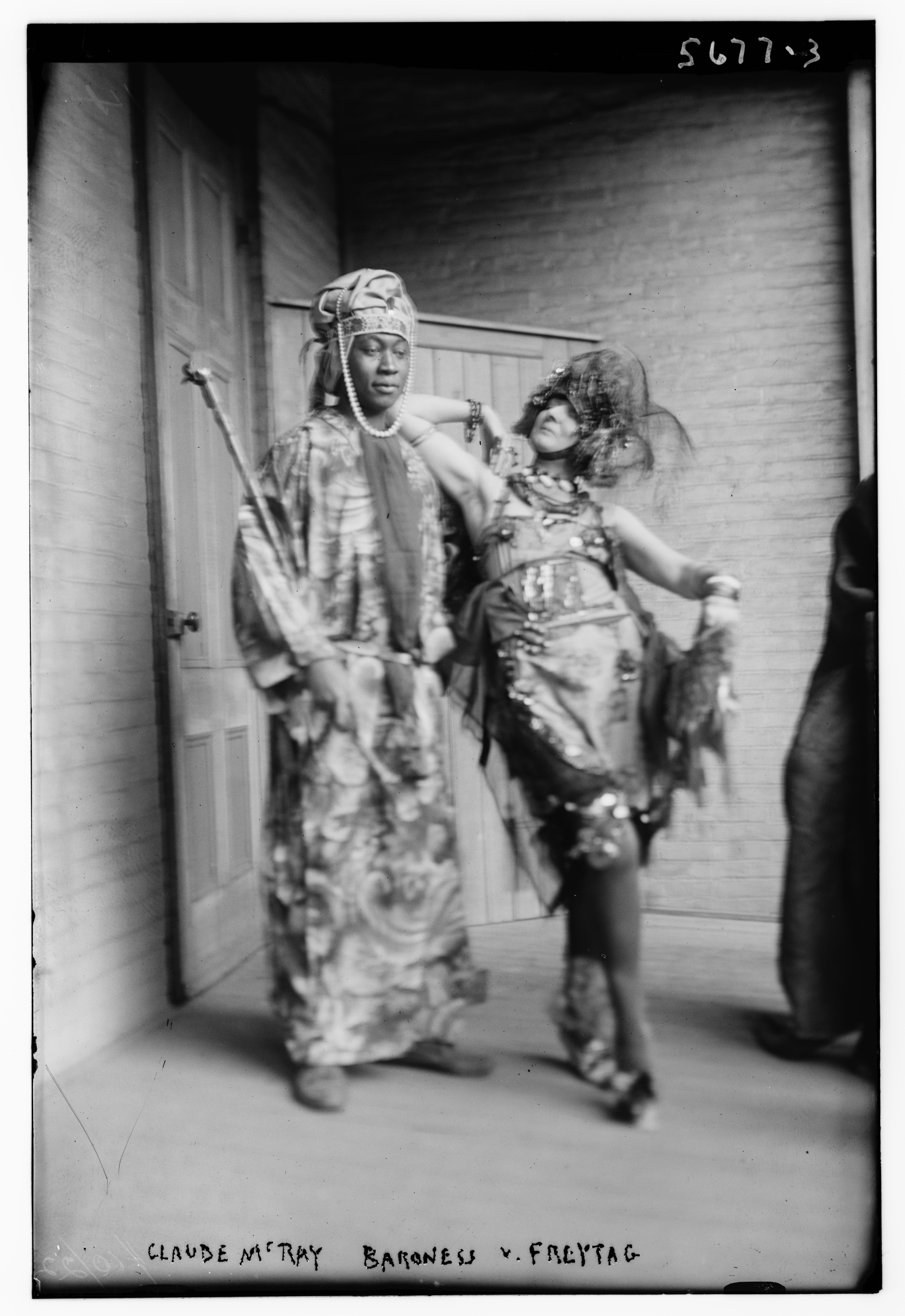
クロード・マックレイとバロネス・フォン・フライターク=ローリングホーフェン、1928年以前

バロネスは、1918年から『リトル・レビュー』誌に詩を投稿する場が与えられ、彼女の作品はジェームズ・ジョイスの 『ユリシーズ』の章とともに同誌の目玉となった。ジェイン・ヒープはバロネスを「アメリカ初のダダ」と認めた。 エルザは音響詩の初期の女性の先駆者であったが、ダッシュの独創的な使い方をしており、一方で「キサンブッシュト（Kissambushed、茂みでキス）」や「ファルスピストル（Phalluspistol、男根ピストル）」のような多くの合成語の組み立てが、極小の詩作品を形成している。
彼女の詩のほとんどは、『体は汗ばむ』が出版されるまで未公開のままだった。彼女の私文書は、彼女の編集者にして著作権代理人、芸術面の協力者、そして恋人でもあったジューナ・バーンズによって彼女の死後に保管された。メリーランド大学図書館が1973年にバロネスの作品をバーンズの文書ともども獲得し、その後にバロネスの文書を分別して独立したコレクションとして扱った。そのコレクションには、往復書簡や、視覚詩その他の美術的・文学的作品が含まれている。メリーランド大学の特別コレクションには、彼女の草稿の広範なデジタルアーカイブがある。

### コラージュ、パフォーマンス、アッサンブラージュ
ニューヨークでバロネスはアッサンブラージュや彫刻、絵画に取り組み、街角で拾ったゴミや不要品から美術品を作成した。拾得物から手の込んだ衣裳を作り上げることでも知られており、日常と芸術との境界を消すものとして「一種の生けるコラージュ」を創り出したのであった。 
バロネスの手の込んだ衣裳は、女性美とか経済的価値とかいうブルジョア的な概念に対する批評であり、挑戦でもあった。スプーンやブリキ缶、カーテンリングのような道具だけでなく、道ばたで出くわしたがらくたをも身に纏った。自分の身体を媒体に用いることは、あえてある特定の姿に変身するということだった。つまり、女らしさという当時の束縛に従う女性は辱められているのだという連想に肉付けすることだったのである。そのようにすることで、自分の肉体に視線が集まることから八方手を尽くして身を護り、両性具有的な身支度によって女らしさという見た目の期待をはぐらかしつつ、女性の自我と性の政治学という着想を得て、反消費主義的で反審美主義的な自身の見た目をはっきりと強調してみせた。
彼女は自分の体の匂いや不細工なところ、露出している部分も自分の身体芸術に取り込んで、非合理的モダニズムを為し遂げたのであった。非合理的モダニズムは、「合理性と非合理性、理性と情動、公衆と個人を巧みに釣り合わせたものだ。境界線は交叉するが、入り乱れはしない。」とはいうものの、自分の赤裸々で嘘偽りない心と体をパブリックスペースに自己流で晒すという行為は、非合理的モダニズムであるという以上にうまく説明しようがなさそうである。バロネスの身体芸術は、彫刻や生きたコラージュであるだけでなく、ダダイストのパフォーマンスという芸術や活動の一形態でもあったのだった。

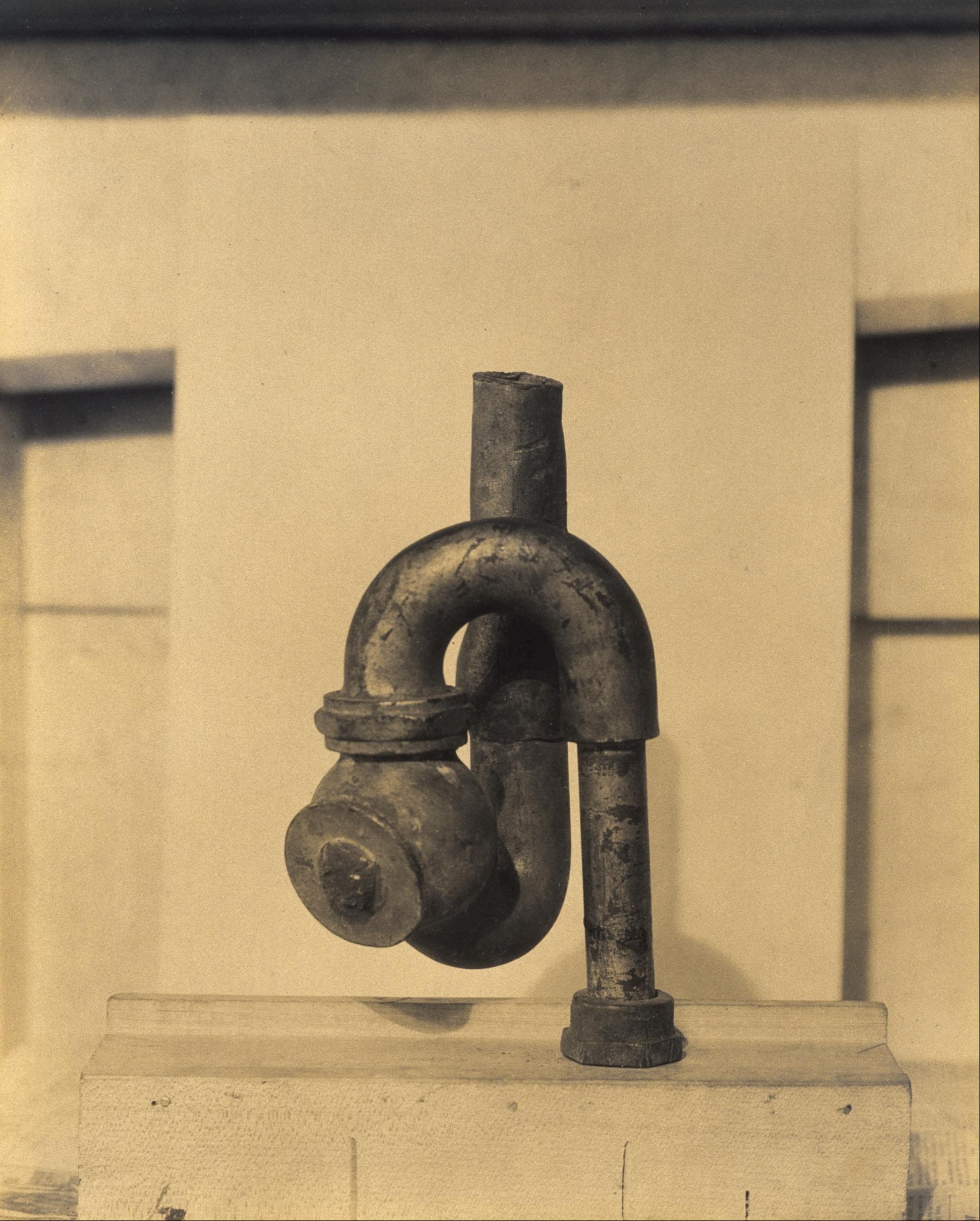
『神 (God)』（1917年）、バロネス・フォン・フライターグ＝ローリングホーフェンとモートン・リビングストン・シャンバーグ、ゼラチン・シルバー・プリント、ヒューストン美術館所蔵

バロネスの芸術作品で現存しているものは数少ない。いくつかのオブジェ作品のうちに、「不滅の装飾品 (Enduring Ornament) 」[1913年]や「イヤリング - オブジェ (Earring-Object)」[1917年–1919年]、「大聖堂 (Cathedral)」[1918年頃]、「なよなよした四肢 (Limbswish)」[1920年頃]が挙げられる。「マルセル・デュシャンの肖像 (Portrait of Marcel Duchamp)」[1920年–1922年]は、1996年にニューヨーク市のホイットニー美術館によって再発見されたおかげで、彼女のアッセンブラージュ作品の新たな1例となった。
「神 (God)」[1917年]という1作は、長年にわたって美術家モートン・リビングストン・シャンバーグの単独作とされてきた。現在同作を含むコレクションを収蔵しているフィラデルフィア美術館は、同作品の共同作者としてバロネスの名を挙げている。アメリア・ジョーンズが同作のコンセプトと題名はバロネスによるものと提案しているものの、どうやらシャンバーグとバロネスの両名によって練り上げられたものらしい。同作品の「神」は、鋳鉄製の水洗トイレの防臭弁と木製の留め切り盤とを巻き込んで、男根状に寄せ集めたものである。素材の形状と選択の陰に潜んだコンセプトは、水洗トイレに対するアメリカ人の崇敬と愛着に勝るものがないということについて、彼女が一言言いたいことをほのめかしている。蛇足ながら、つまりはテクノロジーに対する彼女の拒絶の表れである。

### 泉（1917）
現代美術史上においておそらく最も有名な水洗トイレの彫刻である「泉」[1917年]は、マルセル・デュシャンの作品である。同レディメイド作品は近年、不確かながらバロネスに関連付けられてきた。この説は「ふんだんな状況証拠」によって支持されている。この推測は、大部分、マルセル・デュシャンが妹シュザンヌに書き送った（1917年4月11日付の）手紙に基づいており、その中でデュシャンは有名な同作品にこのように触れているのである。「僕の女友達の一人がリチャード・マットという男性形の偽名のもとに磁器の小便器を彫刻として送った。」文学史家のアイリーン・ギャメルは2002年に、くだんの「女友達」がバロネスであると提案した。
デュシャンは女友達を決して名指しにしなかったが、3人の候補が挙げられている。一人はデュシャンの女性形のオルター・エゴであるローズ・セラヴィ、もう一人がエルザ・フォン・フライターク＝ローリングホーフェン、あと一人がデュシャンの親友であり、フランス人前衛作曲家のエドガー・ヴァレーズと後に結婚することとなったルイーズ・ノートンである。ノートンは『ブラインド・マン』誌に「泉」を擁護するエッセイを寄稿しており、シュティーグリッツが写真に撮った紙の入場券に彼女の住所を見ることができる。
「しかしながら、特記すべきは、デュシャンが『送った』と書いてはいるが、『作った』とは書いておらず、彼の言葉は、ほかの誰かが作者であるということを仄めかすつもりがないことを示唆しているのだ。」本作品は、署名を別にすれば既製品（レディメイド）だったのである。

## 死去
1923年にフライターク=ローリングホーフェンは金を得るのによりよい機会を期待してベルリンに戻るが、その代わりに見出したのは、経済的に荒れ果てた第1次世界大戦後のドイツであった。ヴァイマル共和政では困難に遭いながらもドイツに残ったが、無一文で、狂気の瀬戸際に追い遣られた。外国人コミュニティの中にいる数名の友人が、特にブライヤー、ジューナ・バーンズ、ベレニス・アボット、ペギー・グッゲンハイムが、感情的・経済的な支援を行なった。
フライターク=ローリングホーフェンはパリに移ると、精神の安定はみるみる上向きになった。1927年12月14日にガス中毒死を遂げた。彼女がガス栓を閉め忘れたのかもしれないが、誰か別人がガス栓を開いたのかもしれない。あるいは故意の行動だったのかもしれない。遺体はパリのペール・ラシェーズ墓地に埋葬された。
1943年にフライターク=ローリングホーフェンの作品が、ニューヨークシティの20世紀美術ギャラリーにおいてグッゲンハイムによる『31婦人展覧会 (Exhibition by 31 Women)』に出展された

## 評伝
バロネスの最初の伝記作家であるジューナ・バーンズは、未完に終わったバロネス伝において「巷の奇人変人の一人で厄介者の一人」と述べている。著書『非合理的モダニズム　ニューヨーク・ダダの神経衰弱的歴史(Irrational Modernism: A Neurasthenic History of New York Dada)』の中でアメリア・ジョーンズは、ニューヨーク・ダダの歴史を修正主義者的に提起したが、それはバロネスの生涯と活動とを通じて表明されている。
2002年のアイリーン・ギャメルによる伝記『バロネス・エルザ　ジェンダー、ダダ、日常の近代性 (Baroness Elsa: Gender, Dada and Everyday Modernity)』は、バロネスの芸術家としての才覚や前衛精神を論証している。『バロネス・エルザ』はバロネスの、ジューナ・バーンズやベレニス・アボット、ジェーン・ヒープならびにデュシャン、マン・レイ、ウィリアム・カーロス・ウィリアムズらとの、個人的・芸術的なつながりについても掘り下げている。同書はバロネスがあらゆるエロティックな分野を破壊し、アナーキーなパフォーマンスに明け暮れるさまを明るみにするが、友人エミリー・コールマンの見方のように、「聖女としてでも狂女としてでもなく、世界にただ一人の才女として、烈女として」のバロネス像を打ち出してもいる。
2013年、アーティストのリリー・ベンソンとカッサンドラ・グアンは 、バロネスについての実験的な伝記映画 『ママダダの映画バラード（The Filmballad of Mamadada）』を公開した。バロネスの生涯の物語が50人以上のアーティストや映画製作者らによって語られている。同作はコペンハーゲン国際ドキュメンタリー映画祭において封切りされ、『アートフォーラム』誌によって「愉快で混沌とした実験作。YouTubeやクラウドソーシングといったクィア理論後のポピュリズムを介して壮大でまとまりのある物語に回帰することを肯定している」と評価された。

## 文化関連
2002年8月に女優のブリタニー・マーフィは『ニューヨーク・タイムズ』紙のための撮影会にて、フライターク=ローリングホーフェンのような出で立ちをした。
レネ・スタインキーの『聖なるスカート (Holy Skirts)』は2005年度全米図書賞の最終選考に残った小説で、フライターク=ローリングホーフェンの生涯に基づいており、題名はフライターク=ローリングホーフェンの詩の題名から採られている。フライターク=ローリングホーフェンは、シリ・ハストヴェットの2019年の小説『未来の記憶 (Memories of the Future)』においても、（ハスヴェットの）「語り手にとって叛逆を煽動させられる発想源」として登場する。
2019年にオーストリアのグラフィック・デザイナーであるアストリート・ゼメ (Astrid Seme)は、著書『バロネス・エルザのエムダッシュ——出版、詩作、パフォーマンスにおけるダッシュの撰集 (Baroness Elsa's em dashes. An anthology of dashing in print, poetry and performance.)』を発表した。同書はエルザ・フォン・フライターク=ローリングホーフェンのエムダッシュの重点的な活用法を瞥見し、ガートルード・スタインやローレンス・スターン、ハインリヒ・フォン・クライスト、エミリー・ディキンソンというような有名なダッシュの使い手と対話する作品となっている。
2022年に『大聖堂』や『不滅の装飾品』などいくつかのフライターク=ローリングホーフェン作品の展示会がロンドンで行なわれた。